# Into the Void
«Into the Void» es un sencillo de Nine Inch Nails editado en 2000 para la canción homónima, perteneciente al álbum The Fragile.

## La canción
Un vídeo musical fue editado para este tema el 14 de enero de 2000, dirigido por Walter Stern y Jeff Richter. 
"Into the Void" ha sido versionada por Eric Gorfain, Skorbut, Kalte Farben y Wormhole. Esta canción no guarda ninguna relación con el tema del mismo nombre interpretado originalmente por la banda británica de heavy metal Black Sabbath.

## El sencillo
«Into the Void» fue lanzado como sencillo sólo en Australia; esta edición no tiene un número de halo, lo que la distingue del resto de los CD de Nine Inch Nails disponibles comercialmente. (El sencillo de Capital G fue editado en Europa como edición "sin halo" - "non-halo"- en vinilo de 9" en junio de 2007.) Sin embargo, un CD promocional de dos pistas para "Into the Void" editado sólo en Estados Unidos fue identificado incorrectamente como el Halo 16.
La versión de "The Perfect Drug" incluida en este sencillo es un poco más extensa que la editada en la banda sonora del film Lost Highway y su sonido decrece hacia el final, en lugar de terminar abruptamente. Se trata de la misma versión que aparece en el tercer disco del sencillo de "We're in This Together". Éste y los demás temas del disco pueden encontrarse en otros Halos.

### Ediciones
- Universal Music 497 224-2 - CD

### Listado de temas
1. «Into the Void» - 4:52
2. «We're in This Together» - 7:18
3. «The Perfect Drug» - 5:43
4. «The New Flesh» - 3:40